# Kościół św. Floriana w Małym Komorsku
Kościół świętego Floriana w Małym Komorsku – rzymskokatolicki kościół filialny należący do parafii św. Bartłomieja Apostoła w Wielkim Komorsku (dekanat nowski diecezji pelplińskiej).
Jest to dawna świątynia ewangelicka wzniesiona w 1904 roku. Do rejestru zabytków została wpisana w dniu 31 grudnia 2001 roku.